# Clématite flammette
Clematis flammula
Espèce
Classification phylogénétique
La clématite flammette (Clematis flammula) est une espèce de plante ligneuse grimpante de la famille des Renonculacées, originaire d'Europe méridionale. Elle est aussi connue sous les noms de clématite odorante ou de clématite brûlante.
Cette liane sempervirente de la région méditerranéenne était ou est encore parfois cultivée.

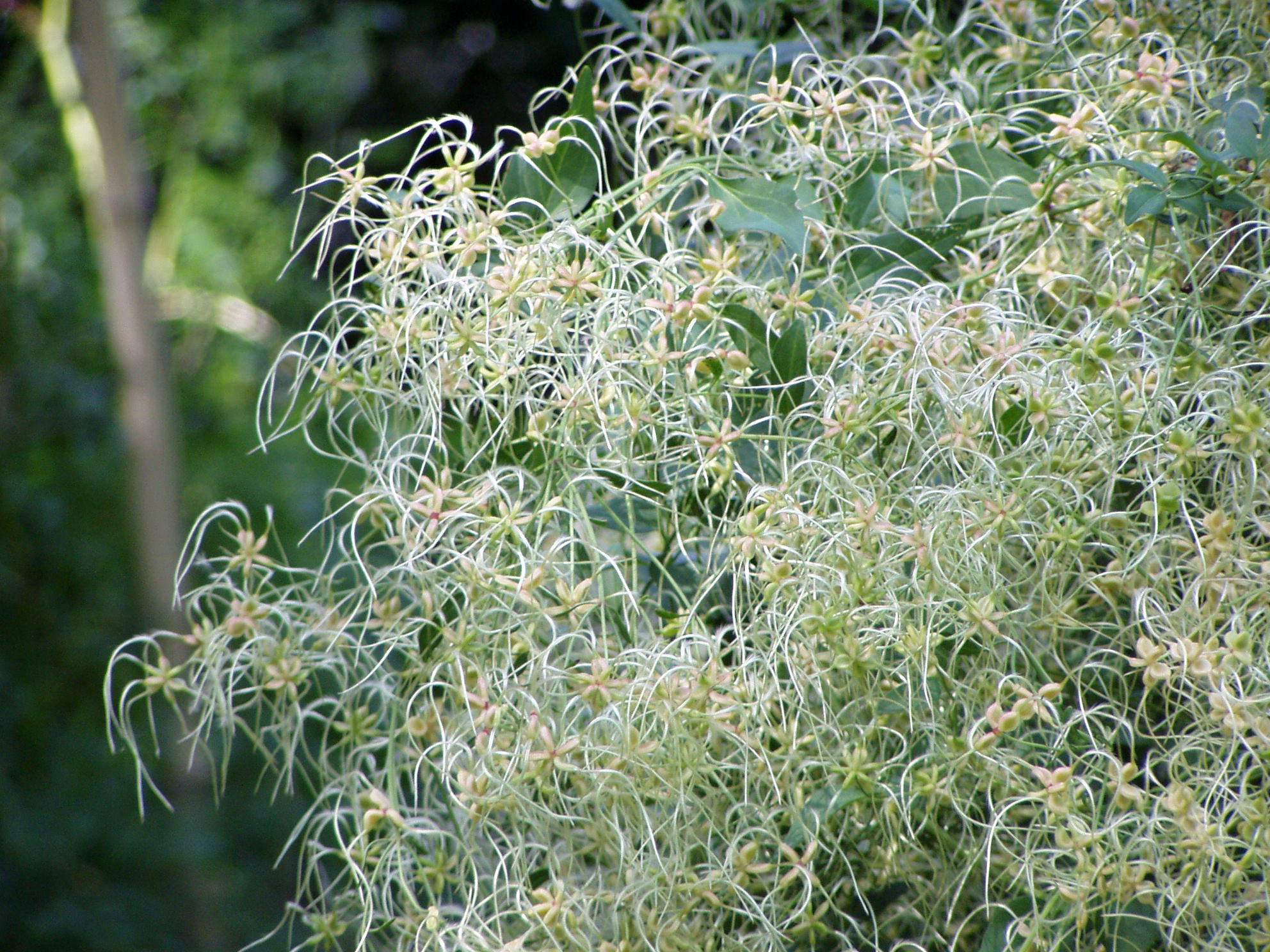
Clematis flammula.

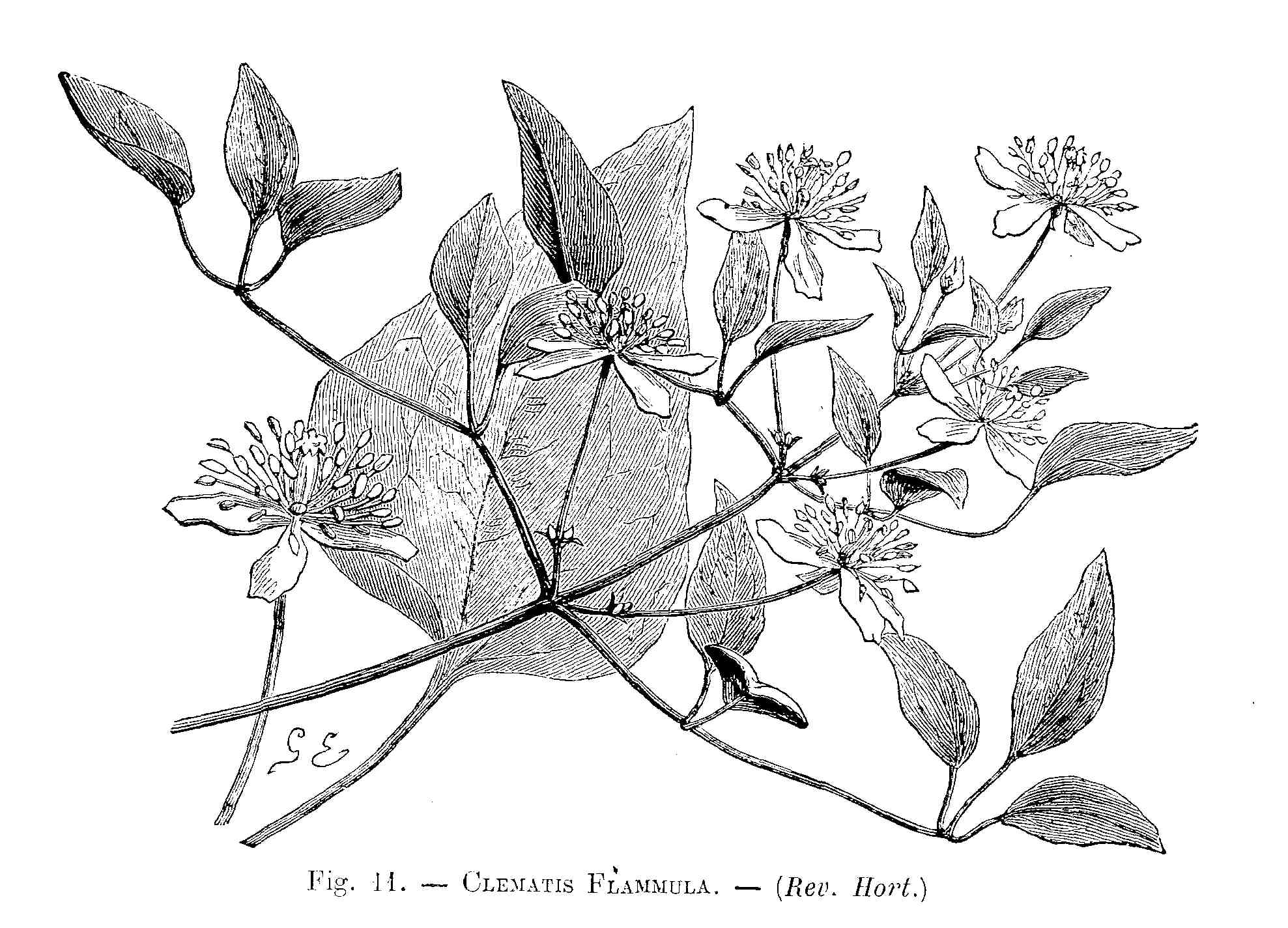
Clematis flammula (dessin).

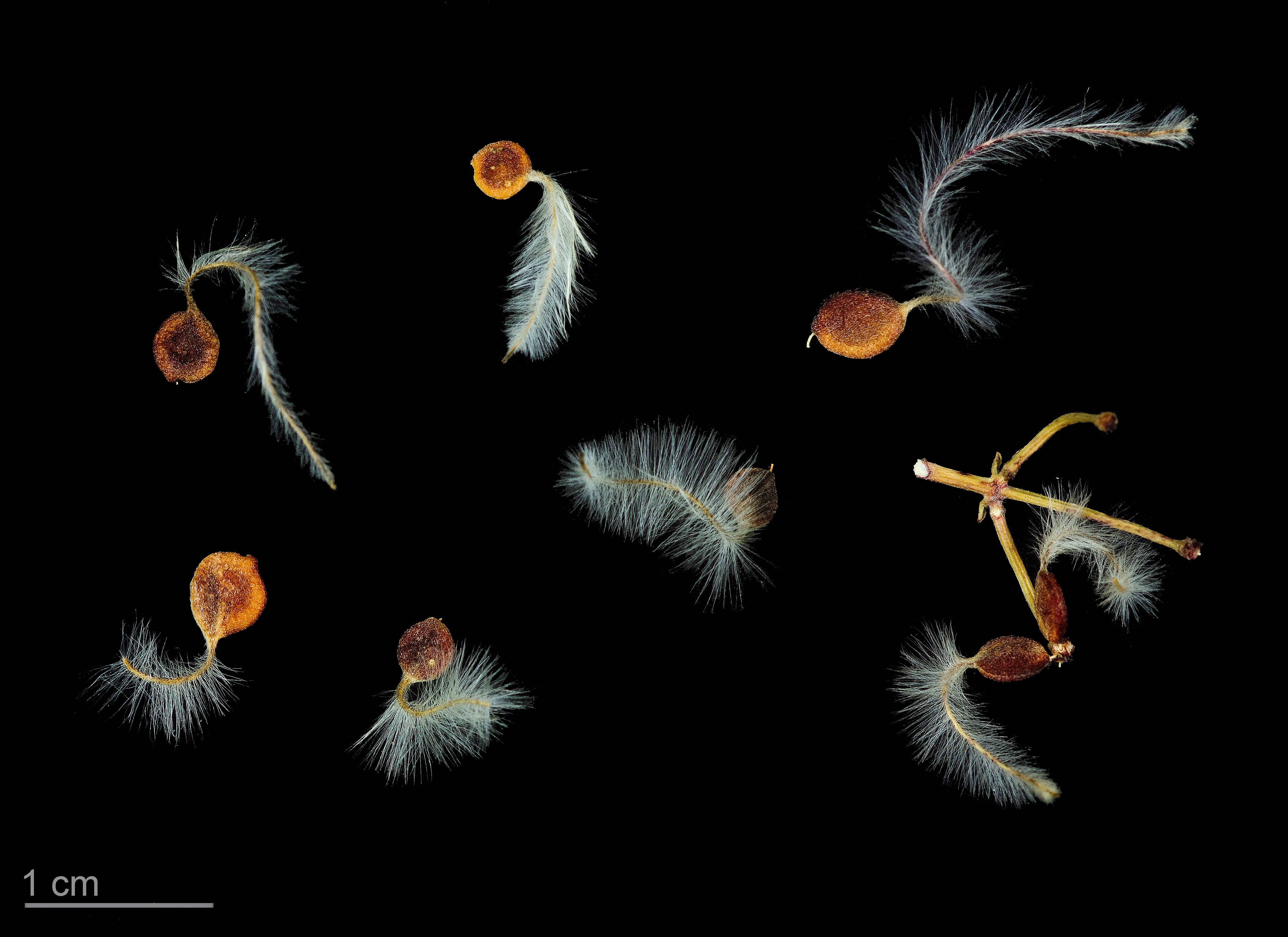
Clematis flammula - Muséum de Toulouse.

## Étymologie
Le nom de genre Clematite est un emprunt au latin impérial clematis, -idis « clématite », dérivé du grec  klêma  κλημα  « sarment » (tige sarmenteuse). L’épithète spécifique flammula vient du latin et signifie « petite flamme » en raison de la saveur brûlante de la plante.

## Description
C'est une plante vigoureuse, aux tiges grêles, rampantes ou grimpantes (de 2 à 5 m).
Les feuilles bipennées, terminées par une foliole, ont 3 à 5 folioles assez petites, ovales ou lancéolées, entières ou parfois trilobées.
Les fleurs blanches, à odeur agréable, font de 15 à 30 mm. Elles sont groupées en panicules lâches.
Elles portent 4 sépales obtus, pubescents en dehors, glabres en dedans. Il n’y a pas de pétale.
La floraison a lieu de mai à août ou de juin à octobre.
Les carpelles sont comprimés, à arête plumeuse. Les fruits sont des akènes.
La variété maritima, aux feuilles bitripennées, à folioles linéaires, la plupart entières et plus étroites, est localisée sur le littoral.

## Caractéristiques
Organes reproducteurs
- Type d'inflorescence : cyme bipare
- Répartition des sexes : hermaphrodite
- Type de pollinisation : entomogame

Graine
- Type de fruit : akène
- Mode de dissémination : anémochore

## Distribution et habitat
La clématite flammulette (ou flammette) est présente dans tout le bassin méditerranéen,. En France, elle croît en région méditerranéenne (Midi, Corse) ; elle est naturalisée dans le Bassin parisien, sur le littoral de la Manche et de l’Atlantique (particulièrement sur la côte charentaise, île d’Oléron et de Ré). Elle est cultivée et parfois échappée.
L'habitat type est de genre matorral mésoméditerranéen, héliophile et neutrocline.
C’est une plante des haies, du maquis et de la garrigue ; on la trouve aussi dans les forêts claires.

## Statut
Cette espèce est protégée en région Basse-Normandie (Article 1).

## Usages, propriétés
Les feuilles sont rubéfiantes, vésicantes, purgatives et diurétiques. Il suffit de se frotter la peau avec les feuilles pour provoquer des rougeurs et des cloques, très irritantes. Toute la plante est toxique. Les mendiants, jadis, savaient tirer parti de cette causticité : ils faisaient avec les feuilles contuses des emplâtres qui provoquaient des ulcérations superficielles, censées susciter la générosité des passants. D’où le nom d’ « Herbe aux gueux » donné autrefois aux clématites. Lamarck indique dans sa Flore française qu’elle est cultivée aux environs d’Aigues-Mortes et qu’« on en donne les feuilles sèches aux bestiaux qui les mangent avidement, tandis que la plante fraîche est un poison pour eux ».
La clématite brûlante est parfois cultivée ; c’est une ornementale recherchée pour son abondante floraison, plus tardive que les autres clématites et au parfum suave et puissant. Elle demande une terre légère, un peu acide à neutre. Le cultivar Clematis flammula Aromatica possède des fleurs bleu violet aux longues étamines crème qui dégagent un intense parfum.